# Kościół św. Barbary w Wolbromku
Kościół św. Barbary w Wolbromku – pochodzi z XV w. (według niektórych źródeł pewna część budowli może pochodzić z XII w.).
Pierwsza wzmianka o kościele pochodzi z roku 1305.
Budowla została przebudowana w XVII w.. Kościelne dzwony zostały ufundowane w 1666 r. przez ród Świnków, w czasie II wojny światowej zostały zdemontowane. W kościele znajduje się stara chrzcielnica, składany ołtarz i obraz maryjny. Dawniej co cztery tygodnie w świątyni odbywały się nabożeństwa ewangelickie.
Jest to budowla orientowana, murowana, jednonawowa z prostokątnym prezbiterium, z wieżą na osi od zachodu. Wnętrze nakryte drewnianym stropem, a prezbiterium nakryte dwuprzęsłowym sklepieniem krzyżowo-żebrowym.
W ścianie północnej ostrołukowy gotycki portal. W prezbiterium barokowy ołtarz oraz gotycka nisza sakramentarium.